# Subadyte micropapillata
Subadyte micropapillata är en ringmaskart som beskrevs av Barnich, Sun och Fiege 2004. Subadyte micropapillata ingår i släktet Subadyte och familjen Polynoidae. Inga underarter finns listade i Catalogue of Life.